# Кальвізано
Кальвізано (італ. Calvisano) — муніципалітет в Італії, у регіоні Ломбардія, провінція Брешія.
Кальвізано розташоване на відстані близько 430 км на північний захід від Рима, 90 км на схід від Мілана, 21 км на південний схід від Брешії.
Населення — 8604 особи (2014).
Щорічний фестиваль відбувається 14 лютого, 31 грудня. Покровитель — Beata Cristina Semenzi.

## Демографія
Населення за роками:

Станом на 1 січня 2023 року в муніципалітеті офіційно проживали 1053 іноземці з 43 країн, серед них 411 громадян країн Євросоюзу та 22 громадяни України.

## Сусідні муніципалітети
- Аккуафредда
- Карпенедоло
- Геді
- Ізорелла
- Монтік'ярі
- Візано